# Ippa megalopa
Ippa megalopa är en fjärilsart som beskrevs av Edward Meyrick 1915. Ippa megalopa ingår i släktet Ippa och familjen äkta malar. Inga underarter finns listade i Catalogue of Life.